# Estación de El Romeral
El Romeral es una estación ferroviaria situada en el municipio español homónimo en la provincia de Toledo, comunidad autónoma de Castilla-La Mancha. Dispone de servicios de Media Distancia operados por Renfe.

## Situación ferroviaria
Se encuentra en la línea férrea de ancho ibérico Madrid-Valencia punto kilométrico 107,8 a 672,28 metros de altitud, entre las estaciones de Tembleque y Villacañas. El tramo es de vía doble y está electrificado. 

## Historia
La estación fue inaugurada el 20 de junio de 1854 con la apertura del tramo Tembleque-Alcázar de San Juan de la línea férrea entre Madrid y Almansa que prolongaba el trazado original entre Madrid y Aranjuez y que tenía por objetivo final llegar a Alicante. Fue construida por parte de la Compañía del Camino de Hierro de Madrid a Aranjuez que tenía a José de Salamanca como su principal impulsor. El 1 de julio de 1856 José de Salamanca, que se había unido con la familia Rothschild y con la compañía du Chemin de Fer du Grand Central obtuvieron la concesión de la línea Madrid-Zaragoza que unida a la concesión entre Madrid y Alicante daría lugar al nacimiento de la Compañía de los Ferrocarriles de Madrid a Zaragoza y Alicante o MZA. El 12 de junio de 1858 esta última completó sus enlaces ferroviarios en la zona con un ramal de 26 kilómetrosa a Toledo. En 1941 la nacionalización de ferrocarril en España supuso la integración de MZA en la recién creada RENFE.
Desde el 31 de diciembre de 2004 Renfe Operadora explota la línea mientras que Adif es la titular de las instalaciones ferroviarias.

## La estación

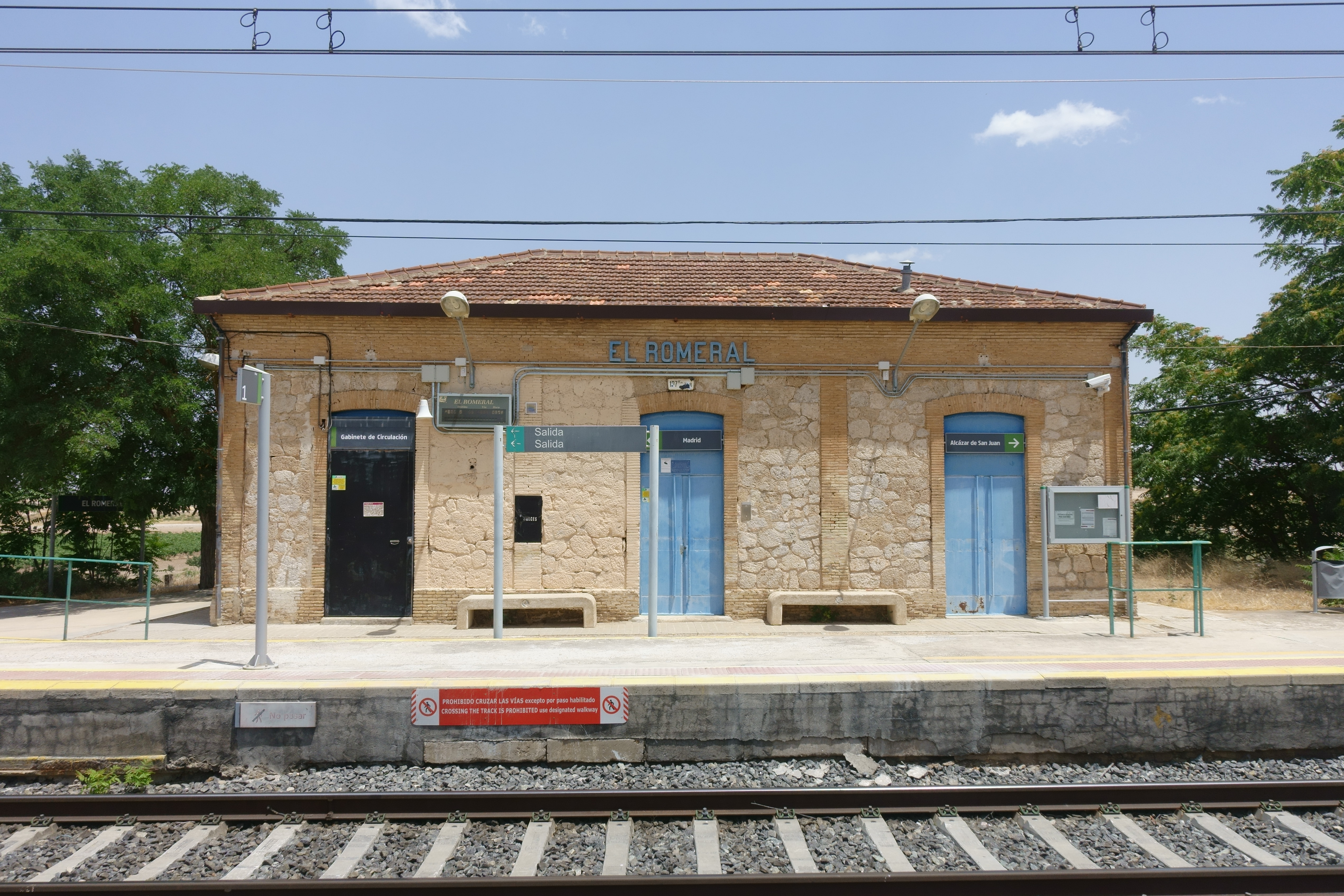
Edificio de viajeros

La estación se encuentra al sur del núcleo urbano. El edificio para viajeros es una modesta estructura de base rectangular y planta baja con disposición lateral a las vías. Posee dos andenes, uno central y otro lateral al que acceden tres vías. 
Cuenta con un pequeño refugio para la espera, así como de cámaras de videovigilancia. 

## Servicios ferroviarios

### Media Distancia
Los servicios de Media Distancia que ofrece Renfe mediante trenes MD tienen como principales destinos Madrid, Alcázar de San Juan y Albacete. Se limitan a un tren diario sentido Alcázar/Albacete y otro en sentido Madrid.
| Línea MD | Trenes | Origen/Destino   |  | Destino/Origen               |
| -------- | ------ | ---------------- |  | ---------------------------- |
| 57       | MD     | Madrid-Chamartín |  | Alcázar de San Juan Albacete |
|          |        |                  |  |                              |